# Magas Föld körüli pálya
Magas Föld körüli pályának (High-Earth Orbit; HEO) nevezik azt a pályát, amelynek földközelpontja és a földtávolpontja is 35 786 kilométer feletti magasságban van. Pályájuk geocentrikus (földkörüli) pálya, amely elliptikus pálya.
Az ilyen pályák keringési ideje több mint huszonnégy óra. A műholdak ilyen pályákon látszólag retrográd mozgást végeznek, mivel az orbitális sebesség alacsonyabb, mint a Föld forgási sebessége. Az űreszköz keringése ellentétes irányú a Föld mozgásával (ilyenkor a keringő test inklinációja nagyobb 90°-nál).